# Anpfiff (Fernsehsendung)
Anpfiff war der Titel einer Sportsendung des Senders RTL, der hierin seit 1988 über die erste Fußballbundesliga berichtete. Es war die erste regelmäßige Fußballsendung im Privatfernsehen.

## Geschichte
Die Übertragungsrechte für die Erstverwertung an der Fußball-Bundesliga hatte bisher der Rechteinhaber DFB an die ARD verkauft, und zwar letztmals in der Saison 1987/88 für 18 Millionen DM. Andere Interessenten gab es ab 1984 mit dem Start des Privatfernsehens in Deutschland. Diese aufkommende Konkurrenz sollte den Preis für die Erstverwertungsrechte in die Höhe treiben.

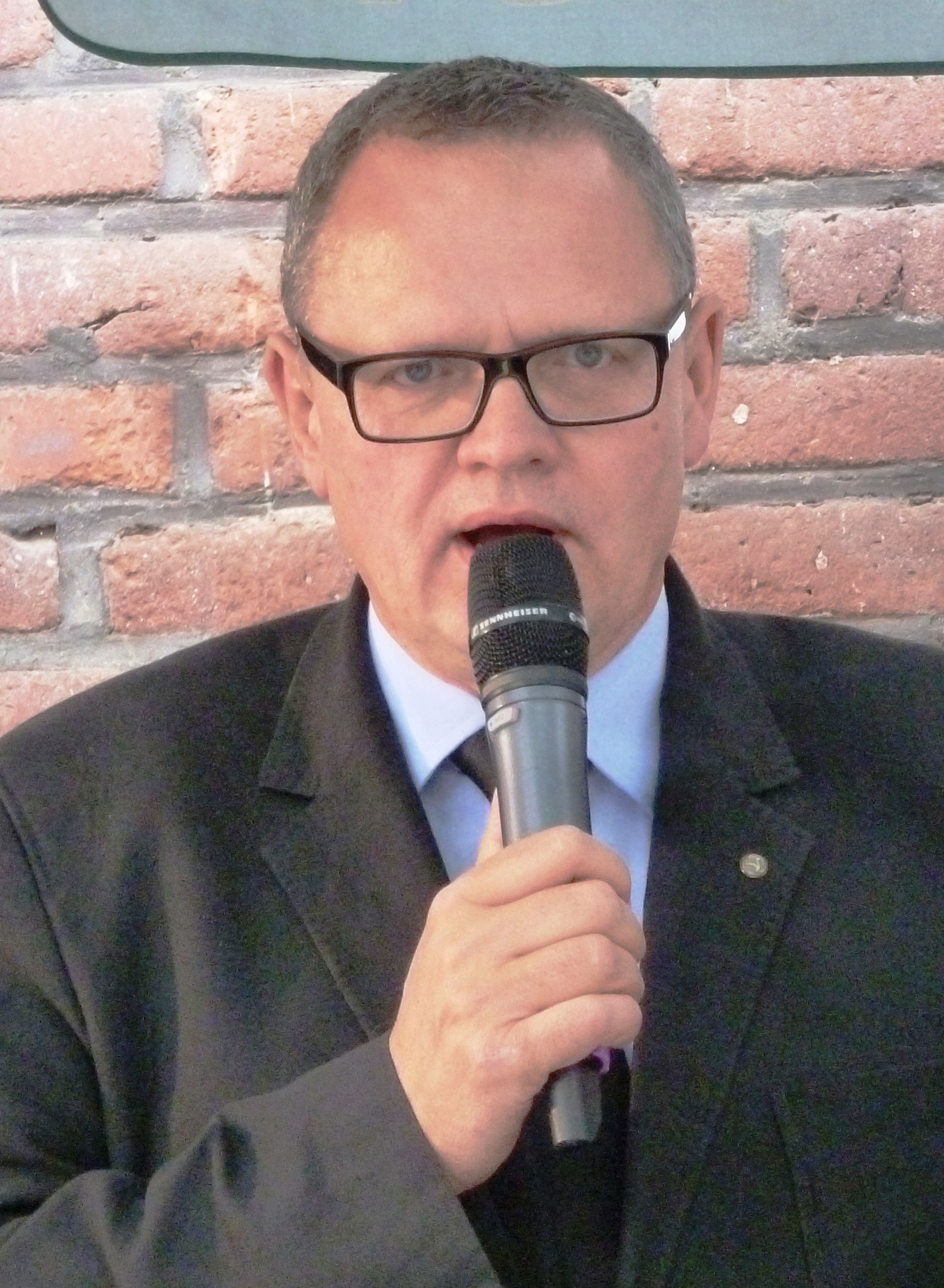
Ulli Potofski (Moderator von Anpfiff 1988 bis 1992)

RTL strahlte erstmals am 13. Februar 1988 unter dem Namen „Anpfiff“ eine Sendung aus, allerdings noch ohne Bundesliga-Fußball, da an diesem Tag eine DFB-Pokalrunde ausgespielt wurde. Am 20. Februar 1988 wurde zum ersten Mal eine Zusammenfassung der Bundesliga im deutschen Privatfernsehen gezeigt, und zwar die Partie 1. FC Köln gegen VfL Bochum 2:2 am 20. Februar 1988. Da der Privatsender noch nicht überall terrestrisch zu empfangen war, durfte auch die ARD in ihrer Sportschau weiterhin von der Bundesliga berichten. Die erste reguläre Anpfiff-Sendung umfasste einen zeitlichen Rahmen von bis zu drei Stunden samstags bei Spielbetrieb, der Beginn dieser außergewöhnlich langen Sendung war am 23. Juli 1988. Von 1988 bis 1992 wurde der Anpfiff vom damaligen RTL-Sportchef Ulli Potofski moderiert. Die Sendung war mit Entertainment-Elementen ausgestattet; in der Anfangszeit waren Günter Netzer und Erika Berger regelmäßige Studiogäste.
Obwohl RTLplus später sogar von einem Spiel exklusiv berichten durfte, konnte Anpfiff aus technischen Gründen nur bis zu 1,9 Millionen Zuschauer erreichen. Gleichzeitig sank dadurch bei der Sportschau die Sehbeteiligung zeitweise von 3,5 Millionen auf 500.000 Zuschauer. Die hohen Kosten für die Übertragungsrechte konnten zuschauerbedingt durch Werbung nicht eingespielt werden, sodass die Sendung von Anfang an defizitär war. Von der Bundesliga-Saison 1991/92 überließ RTLplus die Rechte an den Samstagsspielen der ARD und berichtete nur von den „Flutlichtspielen“ vom Freitagabend. Schon ein Jahr zuvor gab es dementsprechende Überlegungen.
RTL verwendete den Namen Anpfiff noch bis zum 17. März 1998 (letzte Übertragung eines UEFA-Pokal-Spiels: Schalke 04 – Inter Mailand) für ihre Liveübertragungen und später noch für ihre Computer-Managerspiele.